# Collina Poklonnaja
La Collina Poklonnaja (in russo Поклонная гора?), o Poklonnaja Gora, è uno dei punti più alti di Mosca. Il suo nome letteralmente significa "Collina degli inchini". Tale appellativo è dovuto al fatto che da qui i viaggiatori salutavano con un inchino Mosca prima di andare per la loro strada. In passato, la collina rappresentava infatti il punto occidentale d'ingresso ed uscita dalla città. Solo nel 1936 è stata ufficialmente inglobata nel territorio della capitale.
Originariamente possedeva due sommità separate dal fiume Setun', ma tra il 1966 ed il 1987 quella sud-orientale fu rasa al suolo per far spazio al complesso del Parco della Vittoria, realizzato in memoria della Grande Guerra patriottica. Con un'altezza di 171.5 metri, la collina ha da secoli una grande importanza storica e simbolica. Infatti, oltre ad offrire una vista spettacolare della capitale russa, fu qui che nel 1812 Napoleone Bonaparte attese invano la consegna delle chiavi della città.

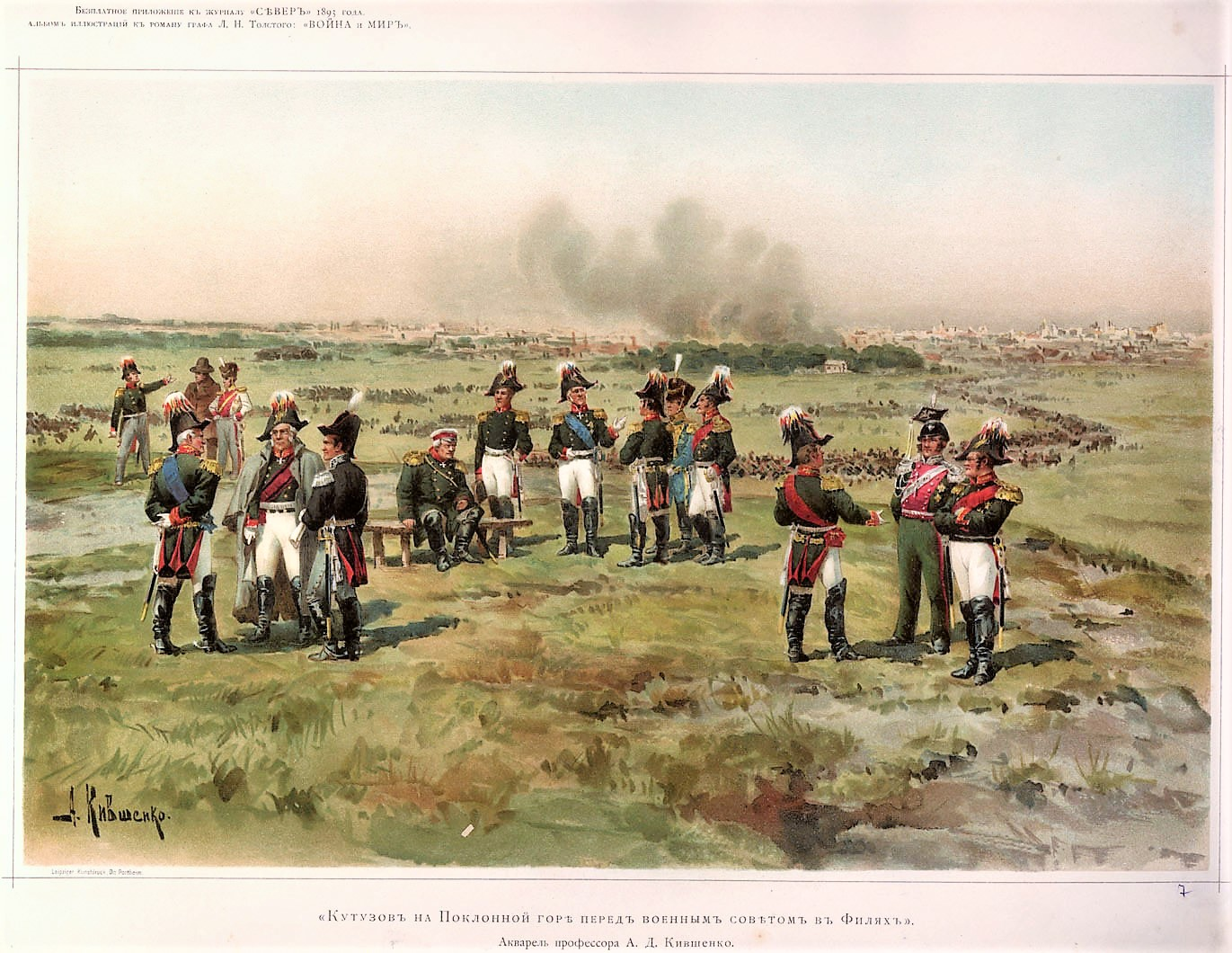
Kutuzov a Poklonnaja Gora prima del consiglio militare di Fili, Aleksej Kivšenko

## Storia
Una delle prime menzioni alla Collina Poklonnaja si trova nella Cronaca di Bychovec, un documento storico che descrive l'evoluzione dei rapporti tra il Granducato di Lituania e la Moscovia nel periodo tra il 1368 ed il 1370. Il luogo è citato anche in alcuni scritti del XVI secolo. Qui si concluse senza successo una campagna militare dei tatari di Crimea guidati da Ğazı II Giray nel 1591. Nel corso degli anni l'area divenne luogo d'incontro tra ambasciatori e altre personalità importanti. In ragione di questo particolare, Napoleone scelse la collina come luogo in cui attendere la simbolica consegna delle chiavi del Cremlino di Mosca.

## Parco della Vittoria
L'area di Poklonnaja Gora fu individuata come possibile sede monumentale già nel 1942 dall'architetto J. Cernichovskij. Tuttavia, il conflitto in corso impedì la realizzazione di qualsiasi piano. Il 23 febbraio 1958 sulla collina fu impiantata una targa in granito recante la scritta: « Qui sarà costruito il monumento in onore della vittoria del popolo sovietico nella Grande Guerra patriottica del 1941-1945 », simboleggiando così la decisione sancita dalle autorità di costruire un memoriale in onore della vittoria nel conflitto contro la Germania nazista. Oltre a ciò, l'area fu scelta come luogo di commemorazione della vittoria contro Napoleone nel 1812. A tale scopo, nel 1968 fu inaugurato il nuovo Arco di Trionfo, ricostruito sulla base del progetto originario di Giuseppe Bove. Nel 1973 fu invece realizzato un monumento a Michail Kutuzov. A seguito di una ingente raccolta di fondi e dell'intervento del governo, nel 1984 furono avviati i lavori di costruzione del grande complesso monumentale. L'inaugurazione ufficiale si svolse il 9 maggio 1995, in occasione della Giornata della Vittoria. Nel 2005, nel corso delle celebrazioni del 60º anniversario della vittoria sovietica, il presidente russo Vladimir Putin inaugurò 15 sontuose colonne simbolizzanti i fronti e le flotte dell'Armata Rossa durante la Grande Guerra patriottica. Nel corso degli anni, il Parco della Vittoria è diventato un importante luogo di ritrovo per gli abitanti di Mosca.

## Monumenti
Il complesso architettonico della Collina Poklonnaja consiste di una serie di strutture molto diverse fra loro. Tra di esse spiccano:
- Il monumento alla Vittoria,  enorme obelisco alto 141.8 metri ed inaugurato nel 1995. È ricoperto di rilievi bronzei ed arricchito da una scultura della dea Nike.
Ai suoi piedi sorge la statua di San Giorgio e il drago, simbolo della vittoria contro il male. L'intera struttura fu progettata dall'architetto di origine georgiana Zurab Cereteli;
- Il museo centrale della Grande Guerra patriottica, costruito tra il 1983 ed il 1995 e destinato a perpetuare la memoria del coraggio dei popoli sovietici durante la seconda guerra mondiale;
- La chiesa di San Giorgio, costruita nel 1994 in stile neobizantino, sulla base del progetto dell'architetto Anatolij Poljanskij;
- La moschea memoriale, inaugurata nel 1997 e progettata da Il'jas Tažiev, combinando vari stili architettonici islamici;
- La sinagoga memoriale, inaugurata nel 1998 e costruita per commemorare gli ebrei vittime della Shoah.

Lungo il parco è presente un museo a cielo aperto di attrezzature militari della seconda guerra mondiale.

## Galleria d'immagini

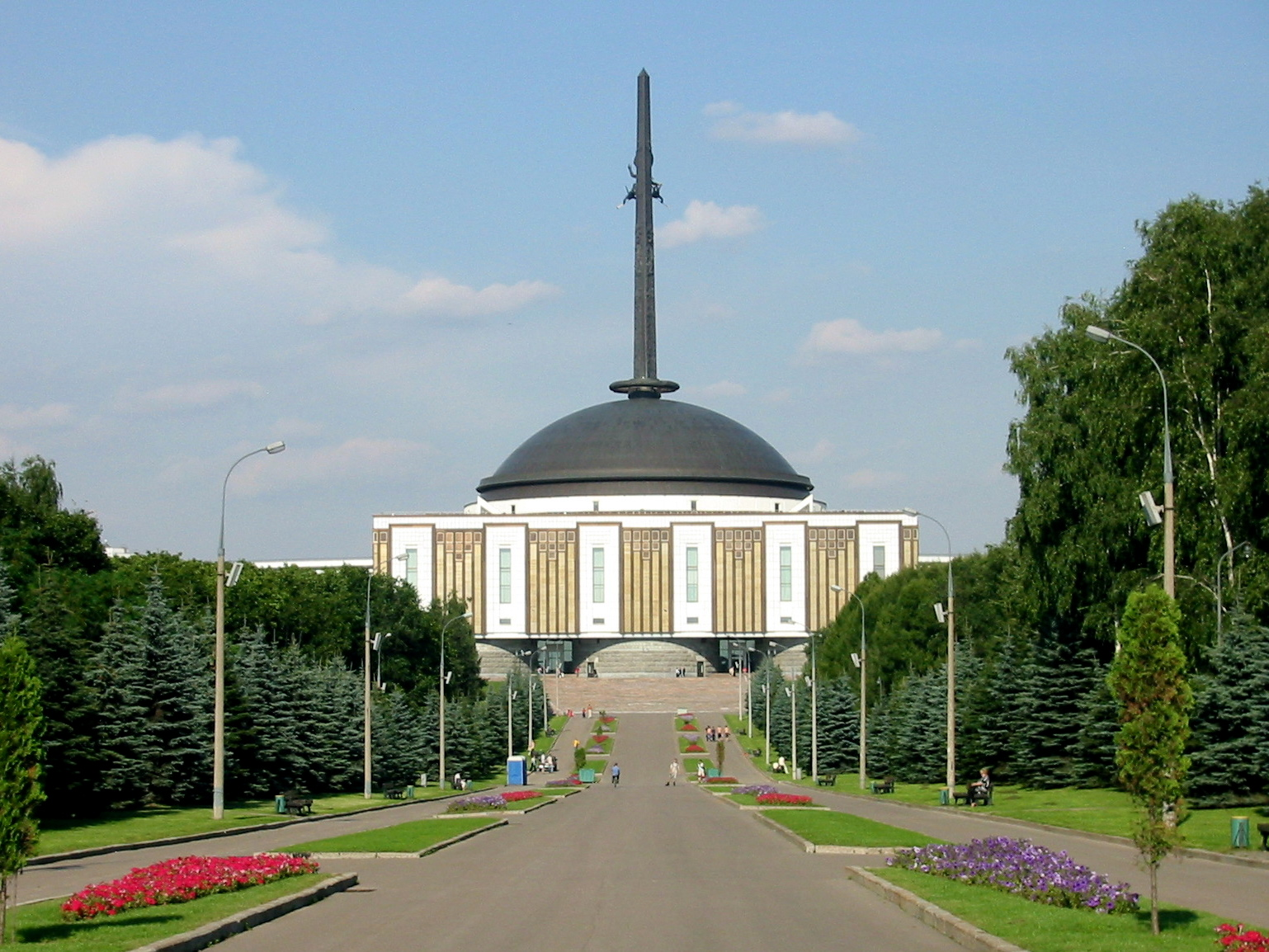
Museo della Grande Guerra patriottica
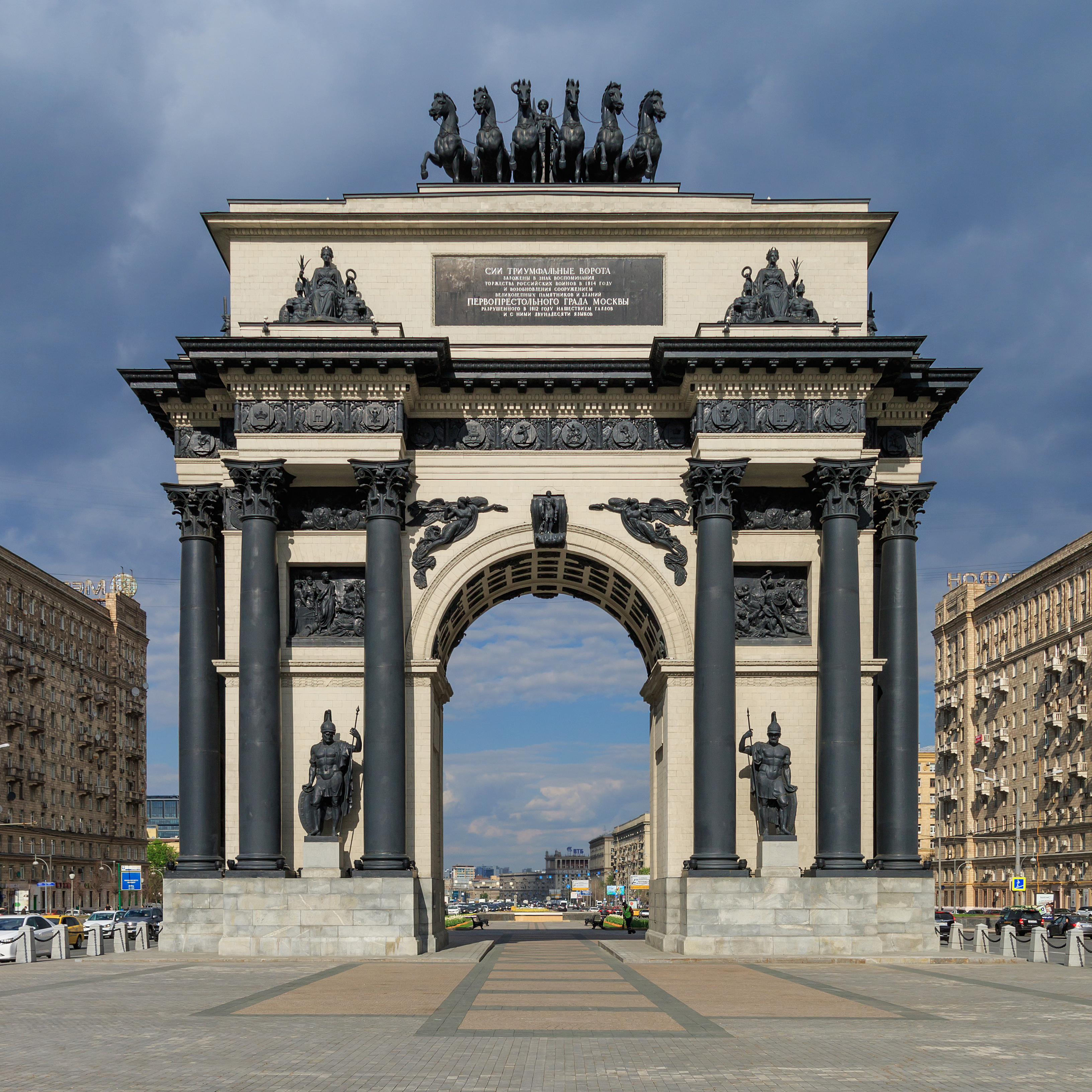
Arco di Trionfo
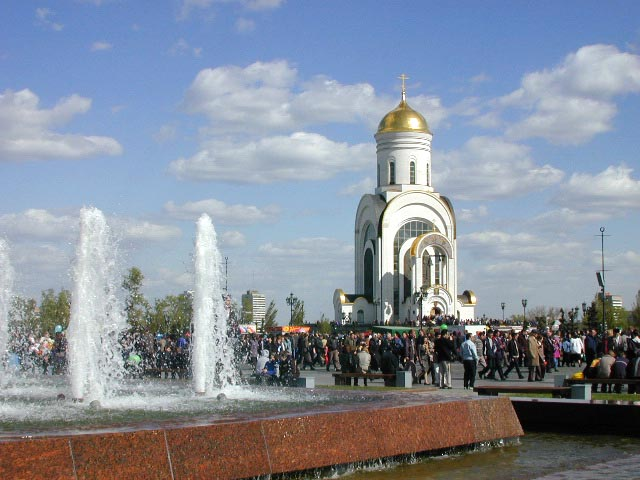
Fontana e chiesa di San Giorgio
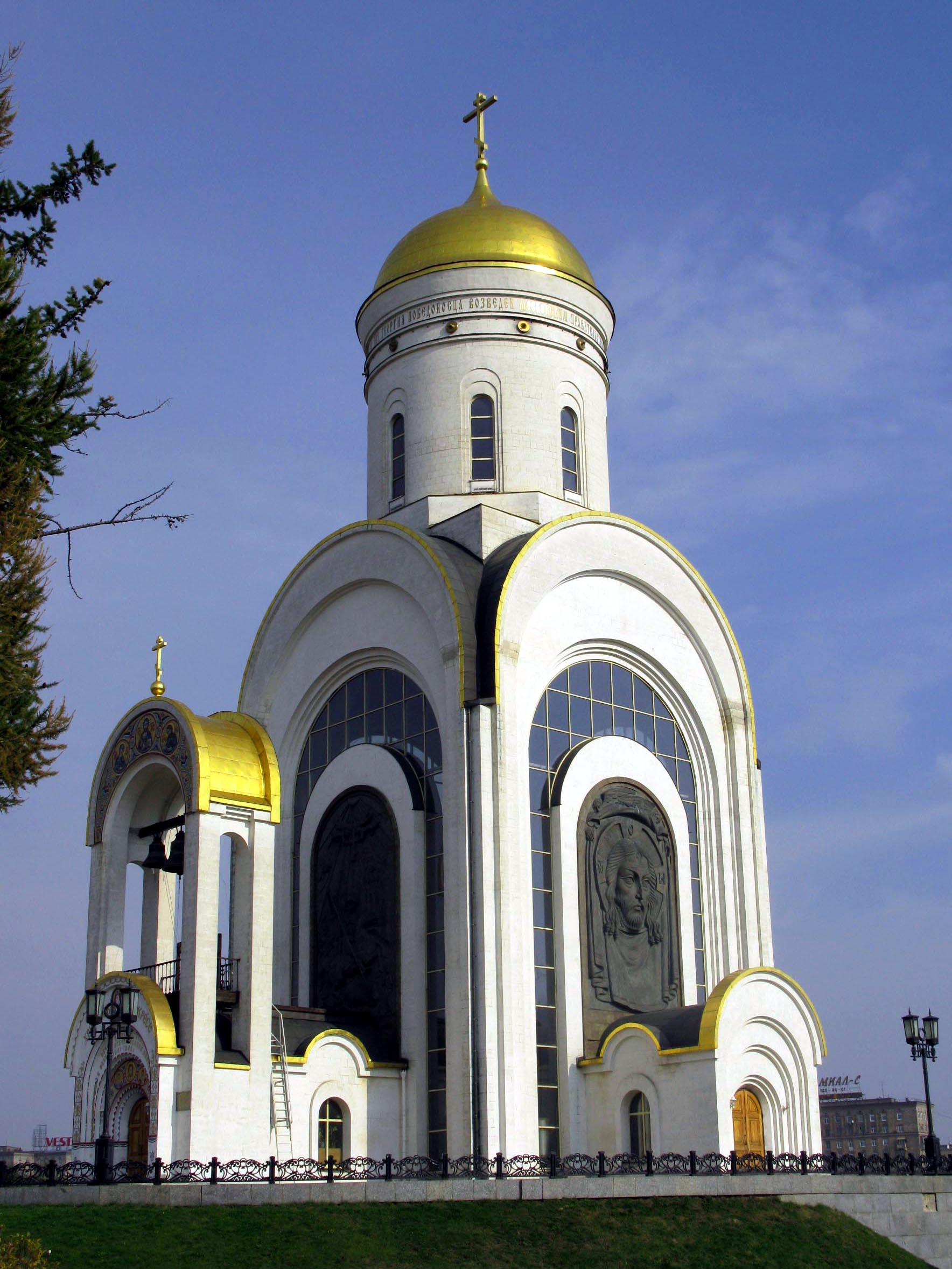
Chiesa di San Giorgio
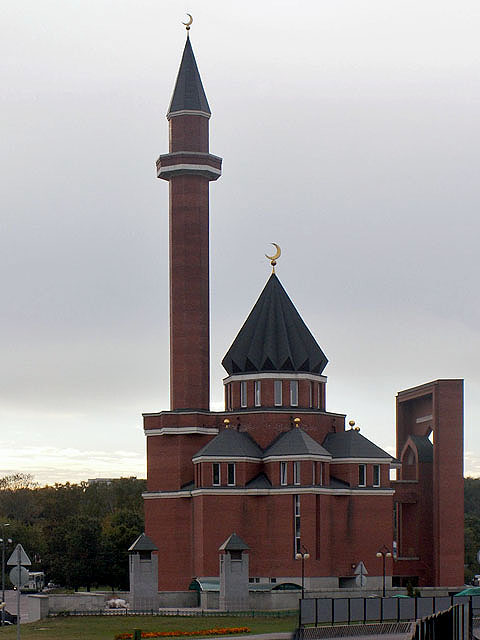
Moschea memoriale
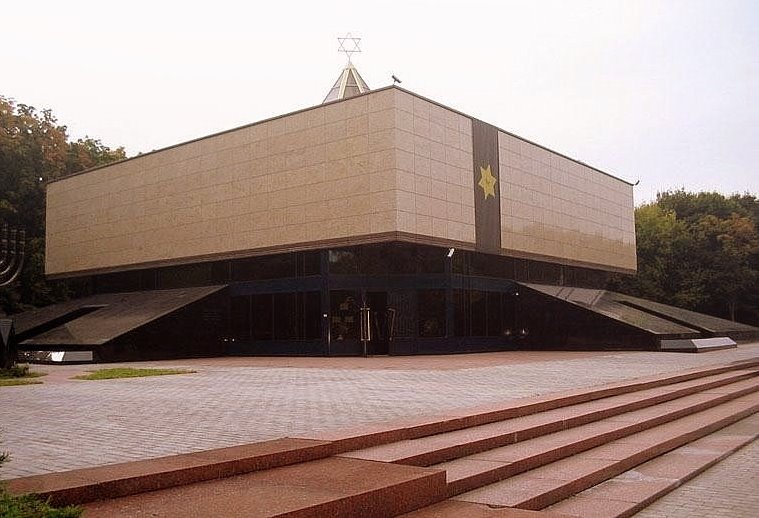
Sinagoga memoriale
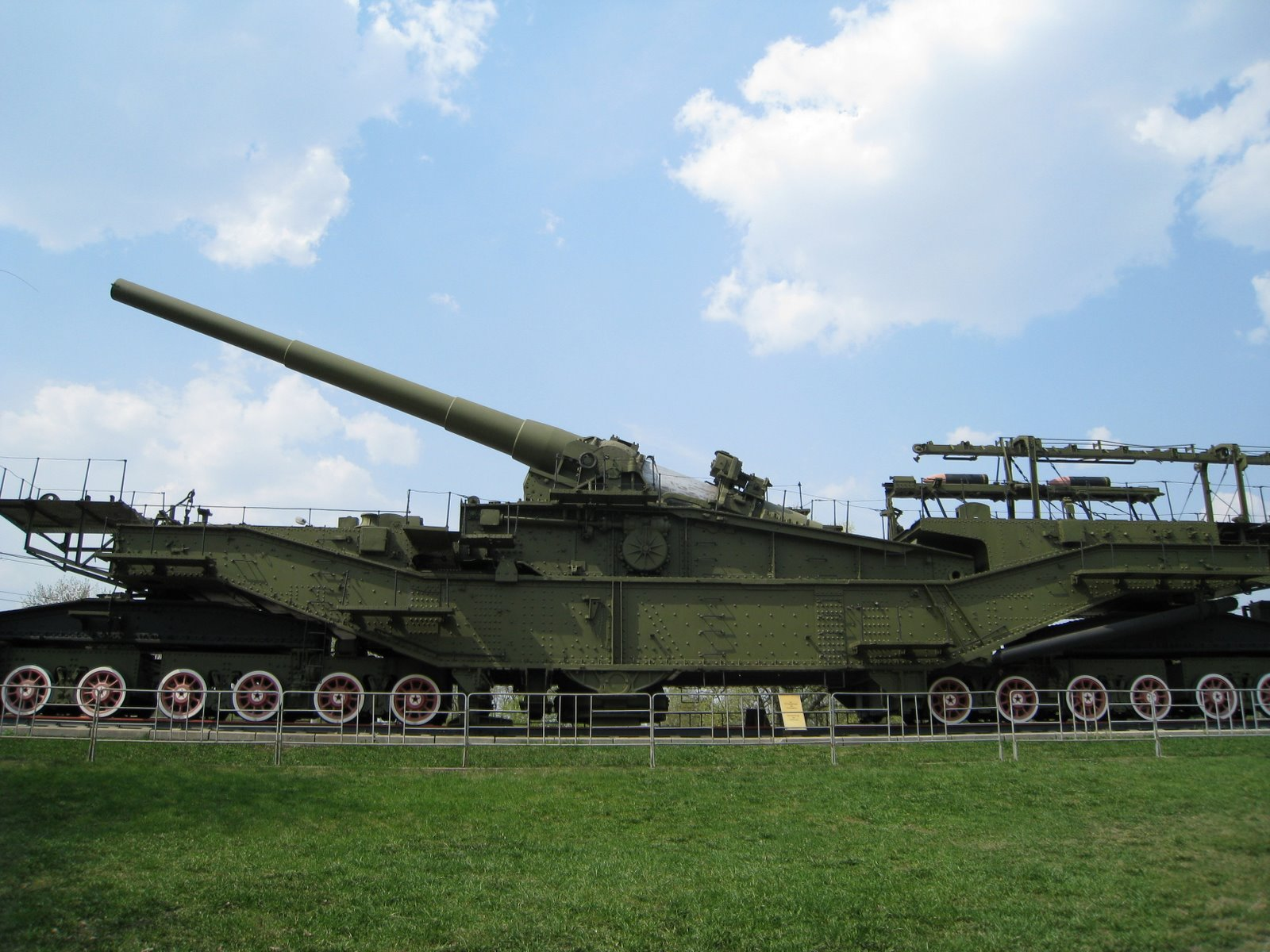
Cannone ferroviario TMK-3-12